# Браун, Дэниель Макгилливрей
Дэниель Макгилливрей Браун (англ.: Daniel McGillivray Brown 3 февраля 1923 г., Гиффнок - 24 апреля 2012 г., Кембридж, Великобритания) – британский химик-биоорганик, своими исследованиями заложивший основные представления о структуре РНК и ДНК, внесший значительный вклад в представления о мутагенезе.

## Ранние годы
Браун вырос в Гиффноке, маленьком городке на южной стороне Глазго. Его предки по отцовской линии прибыли туда в 1844 году и открыли чайную «Дэнни Браун». Отец Брауна, Дэвид, продолжил бизнес, хотя сам надеялся стать инженером, как его отец во время Первой мировой войны. Мать Брауна, Кэтрин, была учительницей. Браун учился в Академии Глазго – платной гимназии, где его учителем химии был А.Дж. Ми, который позже, в 1964 году, написал очень известный учебник «Физическая химия». В сарае, построенном его отцом на заднем дворе дома, он производил опыты, получая хлороформ и газообразный хлористый водород из поваренной соли и концентрированной серной кислоты.С 1941 года учился в Университете Глазго, который закончил с отличием и получил место в Институте Честера Битти, а затем в Хэмпстеде, Лондон.

## Институт Честера Битти, 1948–1953 годы
Должность Браун получил по рекомендации главы химического отдела Глазго Дж. У. Кука. Кук и Э. Л. Кеннауэй вместе с Израэлем Хейглером смогли получить из каменноугольной смолы первый чистый кристаллический бензопирен и другие родственные канцерогены. В это время исследования рака начали получать развитие, появилась концепция о том, что канцерогены в низких концентрациях могут быть ингибиторами опухолей. Синтезы этих соединений были основаны на том факте, что диэтилстилбоэстрол и другие эстрогены считались полезными для лечения больных раком. Задача Брауна заключалась в создании гетероциклических производных стильбена, исследование которых было опубликовано в 1948 году в Journal of the Chemical Society , механизм канцерогенеза в то время активно обсуждался в Институте.
Молодой генетик Энтони Лавлесс излагал свою теорию о том, что канцерогенные алкилирующие агенты являются мутагенами нуклеиновых кислот, которые считались генетическим материалом,что отразилось в книге 1966 года «Генетические и родственные эффекты алкилирующих агентов», в то время как некоторые другие по-прежнему утверждали, что нуклеиновые кислоты не имеют ничего общего с основами генетики и наследственности. Браун заинтересовался предметом нуклеиновых кислот, когда его исследования на степень доктора философии подошли к концу. В дальнейшем Браун был направлен химическом факультете в Кембридже, где Александр Тодд создавал свою лабораторную группу.

## Годы работы с Тоддом (1953–1958) и структура РНК
В Кембридже Брауна сначала направили в  Christ’s колледж , поскольку Браун хотел получить еще одну докторскую степень, так как  его не устраивало качество своей квалификации, полученной в Chester Beatty. Компания выпускников и аспирантов, собранная Тоддом, включала большое количество зарубежных аспирантов, что особенно поразило Брауна. Тодд занял кафедру химии в 1944 году, приехав из Манчестера. Он продвинулся в синтезе нуклеозидов со своим основным сотрудником Бэзилом Литгоу . Браун приехал в 1948 году.
Первой работой Брауна с Бэзилом Литгоу был химический синтез некоторых нуклеозидов. Он намеревался окончательно подтвердить химическую структуру фуранозы сахарной части нуклеозидов в природных нуклеиновых кислотах, о которой только на этом этапе можно было догадаться. Очень скоро Браун и Бэзил доказали, что действительно все четыре компонента 2 -деоксинуклеозида ДНК были устойчивы к окислению периодатом натрия, тем самым доказав их химическую структуру фуранозы, а не пиранозы, для которой потребовались бы две соседние гидроксильные группы, что было опубликовано в Journal of the Chemical Society в 1950 г .
Следующая работа Брауна привела к химическим структурам РНК и, соответственно, ДНК. Эта работа началась с селективного фосфорилирования нуклеозидов с образованием нуклеотидов.  Хотя работа Левена и Харриса в 1932 г. по гидролизу РНК позволила предположить, что межнуклеотидная связь образовалась через 3’-гидроксильное положение сахара, но все еще оставались неопределенности, потому что ферменты, используемые в этой области, не обладали достаточной степенью очистки и сильно разлагались. В 1948 году, было показано, что на самом деле не один, а два нуклеотида (а и b) для каждого основания образуются гидролитически и во всех случаях изомеры a  были 2’-фосфатами, а изомеры b были 3’ -фосфатами . В кислых условиях изомеры взаимно превращались через 2’,3’-циклический фосфат, что в дальнейшем проверялось путем их синтеза.
Эта работа была представлена Тоддом на конференции Американского химического общества летом 1951 года, где обсуждались последствия для 3’–5’ (или 2’–5’) межнуклеотидных связей в РНК и ДНК (5). Окончательно 3'-5' связь междунуклеотидами была доказана ферментативно с помощью рибонуклеазы А (РНКазы А) при действии на гомополимеры нуклеотидов - в результате получались   2’-3’ -циклические фосфаты. Позже было показано , что только 3’- эфиры (а не 2’-эфиры) гидролизуются нуклеазными ферментами.
Работая в это время с Мелом Фридом, Браун провел по предложению Тодда несколько экспериментов . Много лет спустя, в 1970-х, эти результаты легли в основу некоторых методов секвенирования РНК.

## Структура ДНК
Работа над структурой РНК имела, конечно же, глубокие последствия и для соответствующей структуры ДНК. Браун и другие члены группы Тодда имели тесное общение с Фрэнсисом Криком и Джимом Уотсоном и, таким образом, держали их в курсе событий в области химической структуры РНК. Работа Брауна, вместе с Майкельсоном, Декером и другими по циклонуклеозидам привела к выводу, что ДНК, как и РНК, содержит 3'-5' связи. Уотсон и Крик начали действовать, обнаружив на основании наблюдений Чаргаффа, что пары оснований A: T и G: C точно таким же образом соединяются с сахарным остовом, что привело к предложению о двойной спиральной структуре. ДНК.

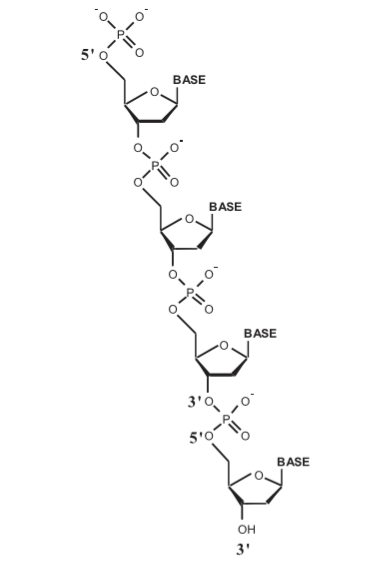
Химическая структура участка одиночной цепи ДНК, где цепь ориентирована от 5’-конца (вверху) к 3’-концу (внизу), но где каждый фосфодиэфир связывает 3’-гидроксильную группу с 5’ -гидроксильная группа для создания связи 3’-5’. Работа Брауна подтвердила, что связь была 3’–5’, а не альтернативой 2’–5’.

Браун вместе с Тоддом написал более 20 научных статей, прежде чем он стал независимым ученым в химической лаборатории университета Ленсфилд-Роуд.

## Химический факультет университета. Работа над фосфоинозитидами.
Браун руководил небольшой группой в группе Тодда с 1951 года, но только в 1959 году он стал преподавателем на химическом факультете.  В 1957 году его интересы переместились к фосфоинозитидам. Как позже заявил Браун, «их химия была по сути хаосом».
Самым простым случаем было определение химической структуры монофосфоинозитидов . Конкретный вопрос разногласий заключался в том, в каком положении на сахаре был присоединен глицерилфосфат. В 1961 году Браун, работая с Брайаном Кларком и Бобом Леттерсом, показал, что в монофосфоинозитиде, выделенном из разных организмов и их органов присоединен глицерилфосфат через положение 1' сахара  (8,9). Работая с Джоном Стюартом в 1963 году, было показано, что такое же связывание через положение 1' сахара с глицерилфосфатом происходит и для трифосфоинозитида (10). В 1963 году, Браун также это продемонстрировал путем синтеза и измерения оптической активности аналогичного (+) - транс-2’-гидроксициклогексилфосфата(6).

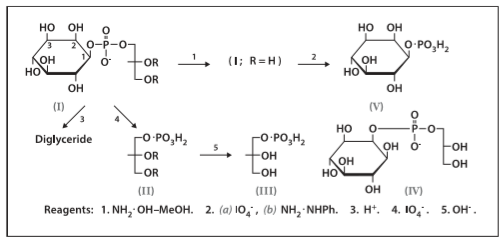
Схема, показывающая химические реакции, проводимые с диацилглицерин-инозитолфосфатом (I), выделенным из печени лошади, химическая структура этого соединения определяется обработкой щелочным раствором гидроксиламина с последующим окислением периодатом и обработкой фенилгидразином с образованием кристаллической соли бисциклогексиламмония 1-миоинозитол-1’-фосфат (V), а также от обработки периодатом с последующим щелочным гидролизом с образованием глицерина-1- (миоинозитол-1’-фосфата) (IV).

Особенность химии этих соединений основана на открытии Брауном и Стюартом того факта, что сложный эфир глицерилфосфата можно аккуратно удалить из инозитида (после деацилирования) путем разрыва связи C – C, расположенной межу соседними гидроксильными группами глицерина, с получением соответствующего фосфата гликолевого альдегида.
Работа над инозитидами также привела Брауна к изучению гидролиза сложных эфиров фосфорной кислоты с точки зрения кинетики в различных условиях, а также влияния соседних гидроксильных групп. Фосфодиэфиры, как известно, обычно довольно устойчивы к гидролизу, но участие соседних гидроксильных групп существенно увеличивает скорости расщепления. Таким образом, механизм расщепления был приведен в соответствие, например, с гидролизом простых эфиров ацетата.

## Мутагенез нуклеотидов
Вскоре Браун вернулся к нуклеиновым кислотам. В 1961 году он заинтересовался действием мутагенов на ДНК в результате посещения лекции Сиднея Бреннера по генетике бактерий. В том же году Freese et al. (1961) показали, что гидроксиламин является мощным мутагеном нереплицирующейся ДНК, атакуя основной цитозин. Питер Шелл и Браун показали правильный механизм через так называемый «бис-аддукт», в конечном итоге приводящий к N4-гидроксицитозину. 

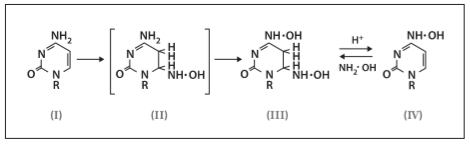
Механизм реакции гидроксиламина на цитидин с образованием исходного «бис-аддукта» (III), который после кислотного гидролиза образует N6-гидроксицитидин (IV)

От других исследователей, занимающихся генетикой бактериофагов, стало ясно, что природа мутагенного повреждения ДНК представляет собой переход от С к Т. Химия Брауна смогла объяснить это ошибочным спариванием либо бис-аддукта, либо N4-гидроксицитозина с остатками A, и это было подтверждено экспериментально .  Дальнейшая работа включала проведение экспериментов с использованием фермента полинуклеотидфосфорилазы для создания РНК-матриц и РНК-полимераз для их транскрипции после мутагенеза под действием гидроксиламина или метоксиамина, а также для подтверждения природы мутации как перехода C в T (U).
Работа с Майком Хьюлинсом в Кембридже показала тесную взаимосвязь между таким переходным мутагенезом и таутомерией мутировавшего основания.

## Лаборатория молекулярной биологии MRC (LMB) (1982–2007)
После ухода  Бэзила Литгоу в 1953 году, Браун стал преподавателем в Королевском колледже. Он продолжал участвовать в студенческой жизни до конца своей жизни. В 1974 году он стал вице-проректором King’s Fellow, пост, который ему очень нравился и который он занимал до 1981 года.
В 1970-е годы Брауна все больше интересовали структурированные РНК, такие как транспортные РНК. Браун со своей лабораторной группой приступили к работе с тРНК Tyr и Lys и их соответствующими кодонами. Особый интерес Брауна вызвала избирательная реакция метоксиамина с определенными остатками в супрессорной тРНК Tyr, которая происходила в 100–1000 раз быстрее, чем для неструктурированной РНК или одноцепочечной ДНК .
Значение этой работы в том, чтобы лучше понять трехмерные структуры тРНК после того, как в 1965 году Роберт Холли и его коллеги получили Нобелевскую премию за открытие ее первичной последовательности и вторичной структуры (клеверный лист). Химические исследования Брауна помогли определить пары оснований и провести сравнения общих конфигураций различных тРНК и, таким образом, химические методы исследования стали особенно полезными для сравнительного структурного анализа.
Дальнейшая работа привела к способу обнаружения РНК с использованием синтетического олигодезоксирибонуклеотида, полученного путем твердофазного синтеза на подложке-носителе в качестве праймера на ДНК фага M13 для обнаружения последовательностей РНК .
Последовательности ДНК, где избыточность генетического кода вызвала необходимость использовать зонды смешанных последовательностей ДНК, часто с высокой множественностью. Браун занялся разработкой новых неприродных оснований, которые могут образовывать вырожденные пары и тем самым уменьшать сложность смесей зондов.
Работая Полом Конгом, Браун разработал и синтезировал бициклический дезоксирибозид, названный dP. При использовании в качестве трифосфатного производного вместо трифосфата dC, аналог dP был включен в растущую олигонуклеотидную цепь благодаря  действию фермента ДНК-полимеразы. Позже Пол Конг синтезировал аналогично транс-стабилизированные производные пурина A и G, одно из которых, названное K, оказалось наилучшим . 

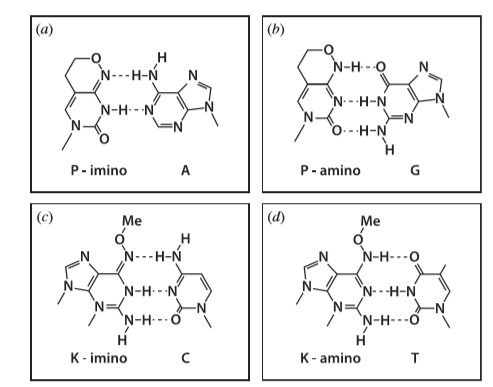
Аналог пиримидина P в своих таутомерных формах имино (а) и амино (b) соединяется с аденином и гуанином. Аналог пурина K в своих таутомерных формах имино (c) и амино (d) соединяется с цитозином и тимином. Оба аналога образуют пары оснований Уотсона – Крика.

dP и dK оказались пригодными для использования аналогами, которые действительно нашли существенное применение, особенно когда вошла в использование полимеразная цепная реакция (ПЦР), включающая амплификацию участков с неизвестной кодирующей последовательностью ДНК.
Браун провел оставшиеся годы. на LMB. Здесь он стремился преобразовать знания, полученные в результате разработки вырожденных оснований, в разработку и синтез действительно «универсальных» оснований, то есть оснований, которые могут образовывать пары оснований со всеми четырьмя естественными основаниями, так что только одна последовательность будет нуждаться в химически синтезированном дополнении ряда для альтернативных целевых последовательностей. Можно ожидать, что такие базы они будут иметь важное применение в направленном мутагенезе ДНК, а также в эволюции белков.
Первая задача заключалась в том, чтобы лучше понять неправильное спаривание аналогов синтетических оснований со структурной точки зрения. Для этих целей, Браун и Пол Конг синтезировали самокомплементарную олигонуклеотидную последовательность, d (CGCGMG), где M представляет собой N4-метоксиC, которая в определенных условиях с высоким содержанием соли образовывала дуплексы Z-формы, содержащие пары оснований M: G. Аналогичным образом были проведены исследования и для  основания P  в той же последовательности, то есть d (CGCGPG).
Это решило половину задачи по созданию универсального основания. Использование оснований P и K также дало толчок к синтезу модифицированных оснований, которые могли оказаться полезными при секвенировании ДНК участков ДНК, которые были высоко структурированы или агрегированы, а также в создании мутаций в ДНК для эволюции новых белков, а также дизайна агентов против ВИЧ.

## Мутагенные основания и противовирусные нуклеозиды
В сотрудничестве с Мануэлой Закколо и Эрмани Герарди, Браун и Дэвид Уильямс исследовали, как совместное использование дезоксинуклеозидтрифосфата P (dPTP) и 8-оксо-dGTP, трансверсионного мутагена, в присутствие ДНК-полимеразы Thermus aquaticus (Taq) могло генерировать тысячи точечных мутантов в участках кодирующей ДНК, которые при последующем клонировании приводили к мутациям полипептидов в соответствующих кодонах. Как показали эксперименты,основание P оказалось хорошим генератором переходных мутаций.
Дэвид Лоукс и Браун потратили некоторое время на поиски, в конечном итоге безуспешных, аналога основания, подходящего для трансверсионного мутагенеза, тем не менее, был достигнут значительный прогресс в разработке универсальных оснований, пригодных для использования в секвенировании ДНК. Особенным достижением было создание и использование Брауном и Лоаксом 5-нитроиндола в качестве универсального основания, который был особенно полезен в экспериментах по циклическому секвенированию ДНК.
Заключительный эпизод научной работы Брауна возник непосредственно из его работы по мутагенезу. Было известно, что РНК-вирусы, такие как полиовирус, и ретровирусы, такие как ВИЧ, имеют высокую частоту спонтанных ошибок ферментов репликации, РНК-полимеразы и обратной транскриптазы соответственно. Если бы эти коэффициенты ошибок можно было увеличить на небольшую величину, это могло бы вызвать катастрофу ошибок и, следовательно, потерю жизнеспособности вирусов. Браун и его коллеги Дэвид Лоукс и Кэтлин Тоо выступили с предположением, что рибонуклеозидтрифосфаты известного мутагенного основания P ДНК могут быть мутагенными во время транскрипции вирусных РНК-матриц, и поэтому полученные мутантные РНК могут быть менее эффективными в распознавании вирусных белков и, следовательно, вести к катастрофе вирусной ошибки (30). В случае обратной транскриптазы ВИЧ они смогли показать, что Р-рибонуклеозидтрифосфат может вызывать мутации в модельной системе РНК ВИЧ in vitro, что приводит к снижению связывания с белками.
Эти исследования были проведены в 2007 году  и стали заключительными в его карьере, после чего Дэниэль Браун ушел в отставку. Вплоть до своей кончины, Браун принимал активное участие в образовательном процессе у себя на кафедре и лаборатории, являлся активным слушателем и оппонентом на различных совещаниях, конференциях и прочем.
Умер в апреле 2012 года в результате агрессивной раковой опухоли, от которой страдал последние годы жизни.

## Почетные звания
- Член Королевского химического общества с 1942 г.,
- член Лондонского королевского общества с 1982 г.

## Семья
- Жена – Маргарет Джойс Герберт (браке с 1953 года).
- Дети: дочери Кэтрин, Фрэнсис и Мойра и сын Дэвид.